# Around the World (East 17-dal)
Az Around the World című dal a brit East 17 nevű fiúcsapat első kimásolt kislemeze a Steam című stúdióalbumról. A dalt Brian Harvey, Tony Mortimer, Matt Rowe, és Richard Stannard írta. A dal 1994. május 7-én jelent meg, és több slágerlistára is felkerült.

## Megjelenések
12"  London Records – LONX 349
- A1	Around the World (Overworld Vocal) - 6:56 Mixed By – Lee Monteverde, Producer [Additional], Remix – Development Corporation, Johnny Jay, Neil Claxton
- A2	Around the World (Overworld Dub) - 7:12 Mixed By – Lee Monteverde, Producer [Additional], Remix – Development Corporation, Johnny Jay, Neil Claxton
- B1	Around the World (N.E.W.S. Mix) - 7:43 Keyboards [Creative Keyboards] – John Dennison, Producer [Reproduced], Remix, Engineer – Loveland
- B2	Around the World (Global House Mix) - 6:37 Producer [Additional], Mixed By – Ben Liebrand

## Slágerlista
| Slágerlista (1994)                   | Legjobb helyezés |
| ------------------------------------ | ---------------- |
| Ausztrália (ARIA)                    | 4                |
| Ausztria (Ö3 Austria Top 75)         | 29               |
| Belgium (Ultratop Flanders)          | 37               |
| Dánia (Tracklisten)                  | 7                |
| Európa (Eurochart Hot 100)           | 7                |
| Finnország (Suomen virallinen lista) | 7                |
| Németország (Media Control AG)       | 15               |
| Izland (Tonlist)                     | 12               |
| Írország (IRMA)                      | 4                |
| Izrael (Media Forest)                | 1                |
| Olaszország (FIMI)                   | 23               |
| Japán (Oricon)                       | 6                |
| Litvánia (EHR)                       | 6                |
| Hollandia (Single Top 100)           | 14               |
| Új-Zéland (Recorded Music NZ)        | 22               |
| Skócia (Official Chart Company)      | 5                |
| Svédország (Sverigetopplistan)       | 23               |
| Svájc (Schweizer Hitparade)          | 16               |
| UK (Official Chart Company)          | 3                |
| Zimbabwe (ZIMA)                      | 7                |

### Minősítések
| Ország                   | Minősítés | Eladások |
| ------------------------ | --------- | -------- |
| Ausztrália (ARIA)        | arany     | 35.000   |
| Egyesült Királyság (BPI) | ezüst     | 200.000  |